# Ametralladora ligera Bren

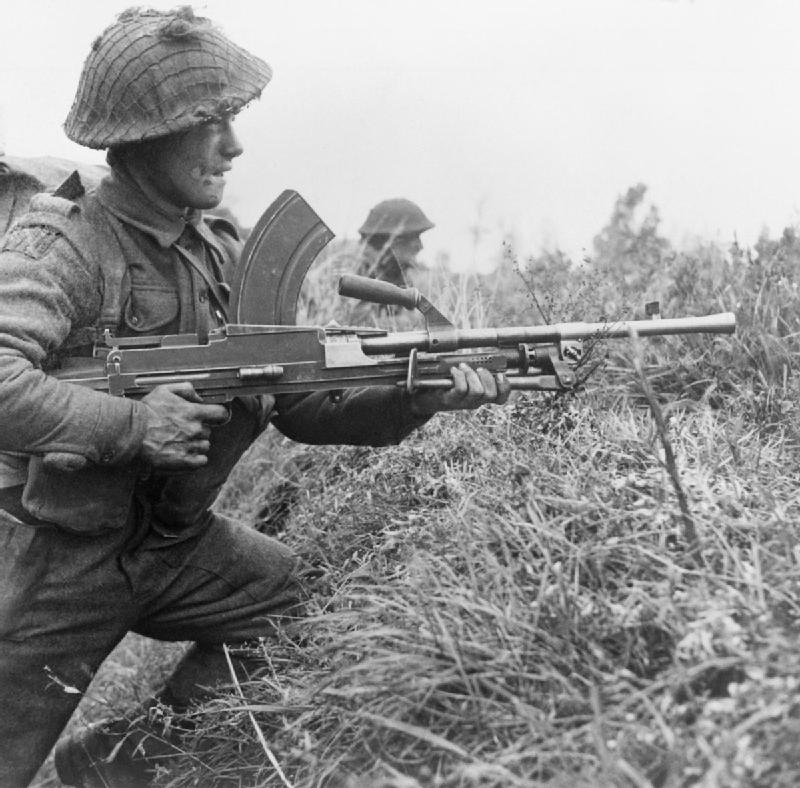
Soldado británico con una Bren en Holanda, 1944

La Bren (acrónimo de Brno y Enfield), fue una serie de ametralladoras ligeras adoptadas por el Reino Unido en la década de 1930 y utilizada hasta la década de 1980. Su papel más conocido fue como ametralladora ligera en la Segunda Guerra Mundial en las fuerzas británicas y del Imperio británico. También se utilizó en la guerra de Corea y durante el resto de la segunda mitad del siglo XX, como en la guerra de las Malvinas y la guerra del Golfo.
Se trataba de la versión de un diseño checoslovaco desarrollado por las exigencias británicas para una competición de la década de 1930, y originalmente presentaba un distintivo cargador curvado, un apagallamas cónico y un cañón de cambio rápido. En la década de 1950 se recalibró su cañón para disparar el cartucho 7,62 x 51 OTAN, lo que significaba que era necesario utilizar cargadores rectos para el cartucho sin pestaña de 7,62 mm. Se le añadió un bípode, además podía montarse en un trípode y en vehículos.
La Bren fue sustituida como ametralladora ligera por la FN MAG L7, un arma más pesada alimentada por cinta de fabricación belga. Esta fue reemplazada por la Light Support Weapon, LSW (Arma de Apoyo Ligero) que dispara el cartucho 5,56 x 45 OTAN, en la década de 1980, dejando la L4 solamente para algunos vehículos.

## Desarrollo
Al final de la Primera Guerra Mundial en 1918, el Ejército británico estaba equipado con dos armas automáticas principales; la ametralladora Vickers y la ametralladora ligera Lewis. La Vickers era pesada y requería un suministro de agua para mantenerla en funcionamiento, lo que tendía a relegarla a la defensa estática y el fuego de apoyo indirecto. La Lewis, aunque más ligera, seguía siendo pesada y era propensa a bloqueos frecuentes; El cañón no se podía cambiar en el campo, lo que significaba que el disparo sostenido resultaba en el sobrecalentamiento de la ametralladora, hasta que dejaba de disparar. En 1922, el Comité de Armas Pequeñas del Ejército británico llevó a cabo pruebas competitivas para encontrar un reemplazo para la Lewis, entre la Madsen, el fusil automático Browning (BAR), la Hotchkiss M1922, el Beardmore-Farquhar y la propia Lewis. Aunque el BAR fue recomendado, el gran número de ametralladoras Lewis disponibles y las difíciles condiciones financieras significaron que no se hiciera nada. Se probaron varios nuevos modelos de ametralladoras ligeras a medida que estaban disponibles, y en 1930, se inició otro conjunto de ensayos extensos. Esta vez las armas probadas incluyeron la SIG Neuhausen KE7, la Vickers-Berthier y la ZB vz. 27 checoslovaca. La Vickers-Berthier fue adoptada más adelante por el Ejército Indio Británico porque podría ser fabricada inmediatamente, en lugar de esperar el cese de la producción británica de la Bren; también tuvo un amplio uso en la Segunda Guerra Mundial.
Después de estos ensayos, el Ejército británico adoptó la ametralladora ligera checoslovaca ZB vz. 26 fabricada en Brno en 1935, aunque un modelo ligeramente modificado, el ZB vz. 27, en lugar de la ZB vz. 26 que había sido presentada para las pruebas. El diseño se modificó a los requisitos británicos con la nueva designación ZGB 33, que luego se licencia para la fabricación británica bajo el nombre de Bren. Los cambios principales fueron en el cargador, el cañón y el conjunto del pistolete, que pasó de tener un bastidor giratorio en la parte delantera del guardamonte a un bastidor de pasador deslizante que incluía el soporte para trípode delantero y la tapa deslizante de la portilla de eyección.
En resumen en 1935 tras extensos ensayos de la ametralladora ligera checa ZB vz. 30 que estaba fabricada en Brno, se buscó una licencia de fabricación y el diseño checo fue modificado para los requisitos británicos. Los mayores cambios fueron el cargador y el cañón para que aceptara el cartucho británico de 7,70 mm en lugar del cartucho de 7,92 mm. El nombre era un contracción de Brno y Enfield (la Royal Small Arms Factory, o RSAF, en Enfield, donde sería fabricada).
La Bren tenía una cadencia de entre 480 y 540 disparos/minuto, dependiendo del modelo. Cada arma tenía un cañón de repuesto que podía ser rápidamente cambiado cuando el cañón se recalentaba durante fuego sostenido, aunque los últimos modelos utilizaban un cañón con ánima cromada que reducía la necesidad del repuesto.
Una desventaja es que la Bren sólo aceptaba cargadores, y generalmente necesitaba ser recargada con mayor frecuencia que las ametralladoras alimentadas por cinta. Aunque esto permitía que la ametralladora Bren fuera menos pesada y se podía transportar con facilidad. Y los cargadores también evitaban que la munición se ensuciase, lo que era difícil de conseguir en las cintas de munición.

## Servicio

### Segunda Guerra Mundial
En los ejércitos británico y de la Commonwealth, la Bren fue suministrada generalmente en una escala de uno por sección de infantería, con tres secciones de infantería en cada pelotón. Un tercer batallón de infantería también tenía un pelotón "portador", equipado con tanquetas Universal Carrier, la mayor parte armada con las Bren. A partir de 1944, los batallones de paracaídistas tenían una Bren adicional en el pelotón AT (Antitanque). La "Brigada de Asalto" de 66 hombres de los British Commandos tenía una dotación nominal de cuatro ametralladoras Bren. Al darse cuenta de la necesidad de poder de fuego adicional a nivel de sección, el ejército británico se esforzó por desplegar la Bren en gran número.

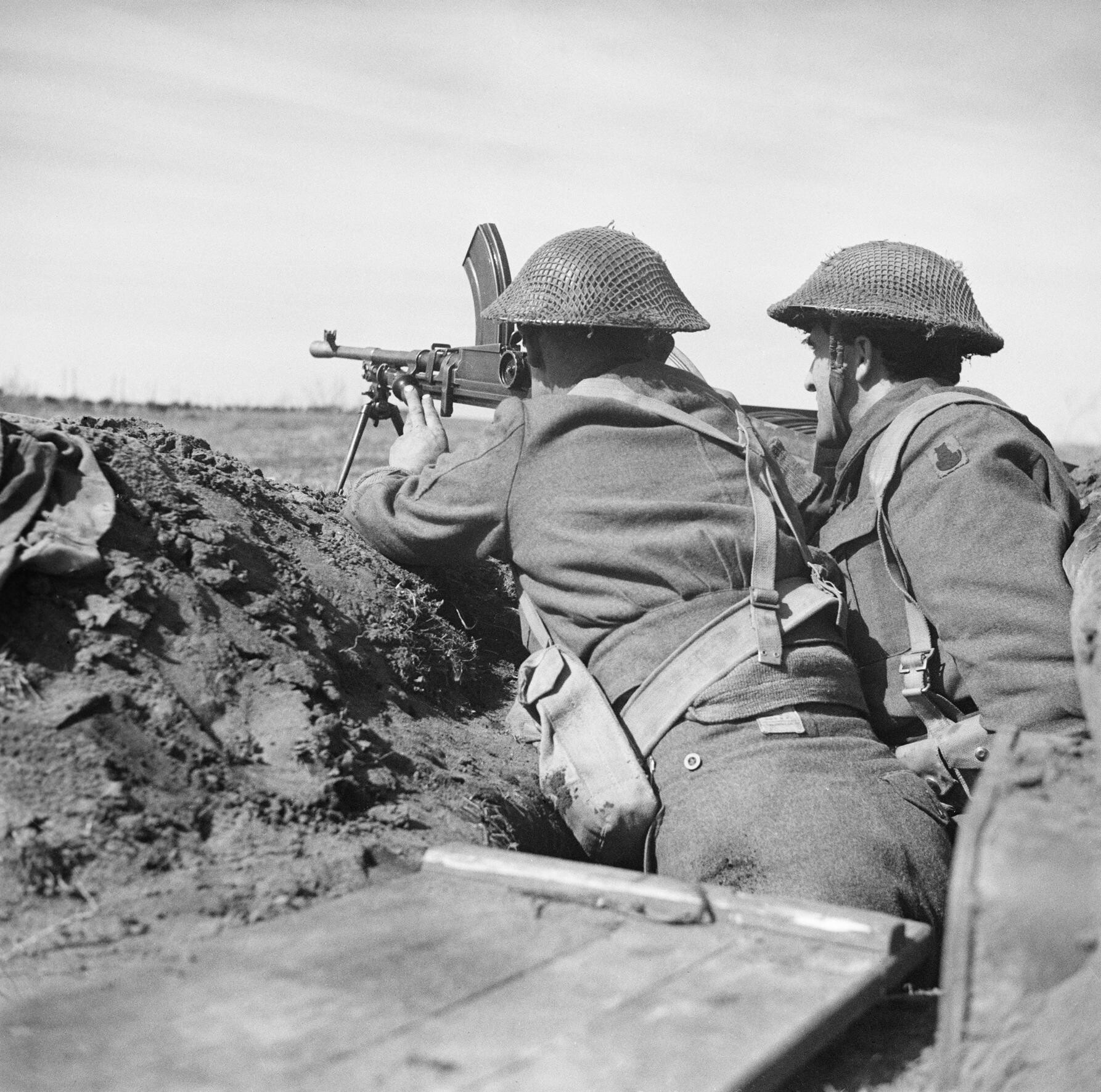
Soldados británicos con una Bren en una trinchera en Anzio, Italia, 13 de marzo de 1944.

La Bren era operada por un equipo de dos hombres, el tirador o "Número 1" llevaba y disparaba la Bren, y un cargador o "Número 2" llevaba cargadores extra, un cañón de repuesto y un juego de herramientas. El número 2 ayudaba a recargar la ametralladora y reemplazar el cañón cuando se sobrecalentaba, además de identificar objetivos para el número 1.
Generalmente, la Bren era disparada desde una posición prona utilizando el bípode adjunto. En ocasiones, los tiradores disparaban la Bren en movimiento sostenida por una correa portafusil, como un fusil automático, de pie o de rodillas. Usando la correa portafusil, los soldados australianos solían disparar regularmente desde la cadera, por ejemplo en la táctica de fuego sobre la marcha, una forma de fuego supresor mientras se avanzaba en un asalto. Una Cruz de la Victoria le fue concedida al soldado Bruce Kingsbury por tal uso en Isurava, Nueva Guinea en 1942, durante la retirada de los australianos de Kokoda.
Cada equipo de soldados británicos normalmente incluía dos cargadores para la Bren de su sección. Cada soldado era entrenado para disparar la Bren en caso de una emergencia.
La Bren tenía un alcance efectivo de 550 m (alrededor de 600 yardas) cuando se disparaba desde una posición prona con un bípode. Las versiones iniciales del arma a veces se consideraban demasiado precisas porque el cono o patrón de fuego estaba extremadamente concentrado. Los soldados a menudo expresaban su preferencia por los cañones desgastados con el fin de ampliar el cono de fuego y aumentar los efectos supresores. Las versiones posteriores de la Bren solucionaron este problema, proporcionando un cono de fuego más amplio.

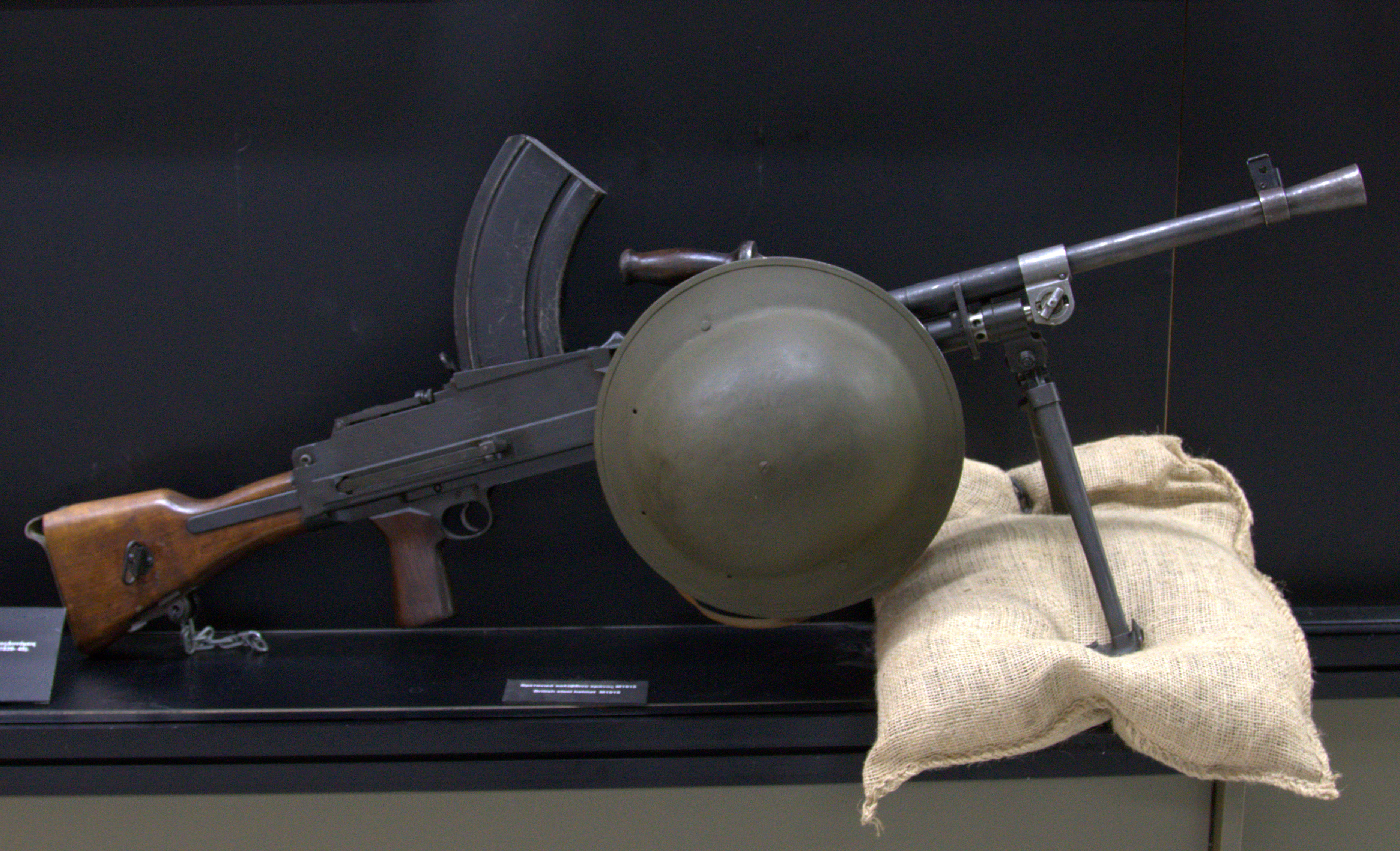
La Bren del Museo de Guerra de Atenas.

Para una ametralladora ligera del período de entreguerras e inicios de la Segunda Guerra Mundial, la Bren tenía un peso promedio. En marchas largas en áreas no operacionales era desmontada parcialmente y sus piezas eran llevadas por dos soldados. El cargador insertado sobre el cajón de mecanismos vibraba y se movía al disparar, haciendo que el arma fuese más visible en combate, por lo cual muchos tiradores utilizaron pintura o cubiertas de lona improvisadas para camuflar el prominente cargador.
En la práctica, el cargador de 30 cartuchos era llenado con 27 o 28 cartuchos para evitar atascos y el desgaste de su muelle. Se debía tener cuidado al cargar el cargador, para asegurarse de que cada cartucho estuviese adelante del cartucho anterior, de modo que las pestañas de los cartuchos .303 British no se sobrepongan de manera incorrecta, lo que podría causar un atasco. Los casquillos vacíos eran eyectados hacia abajo, lo cual era una mejora respecto a la Ametralladora Lewis, que los eyectaba hacia los lados y su destello al volar por el aire podía comprometer un emplazamiento de ametralladora oculto.

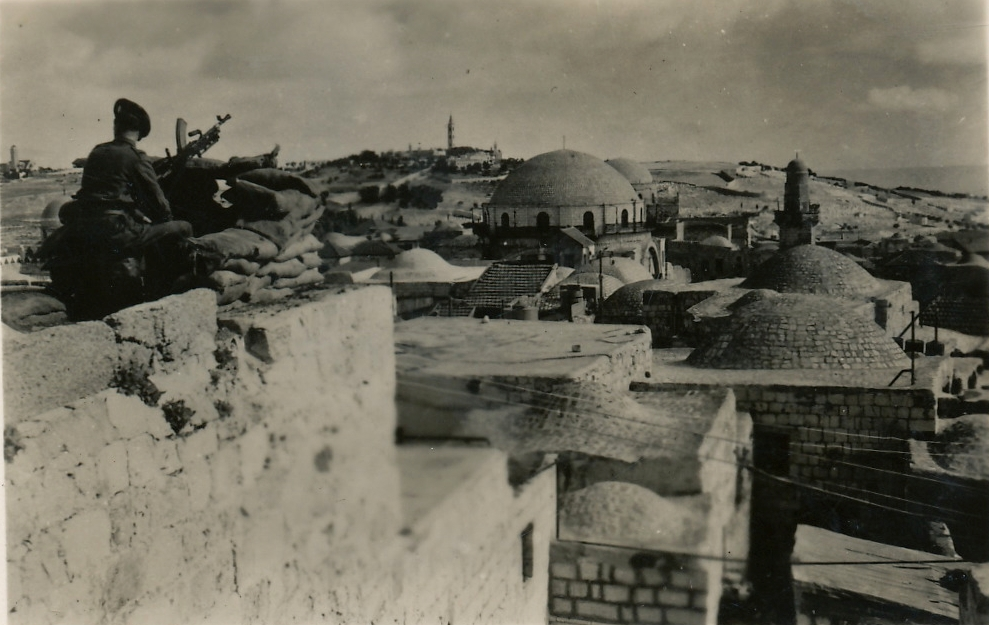
Nido de ametralladora con una Bren, Jerusalén, 1948.

En general, la Bren era considerada una ametralladora ligera, fiable y eficaz, aunque en el norte de África se informó de atascos regulares a menos que el arma estuviera muy limpia y libre de arena y polvo. Fue popular entre las tropas británicas, que respetaban a la Bren por su fiabilidad y eficacia en combate. La calidad de los materiales utilizados generalmente garantizaba un número mínimo de atascos. Cuando la ametralladora se atascaba debido a la acumulación de hollín causada por disparos prolongados, el operador podía ajustar el regulador de gas de cuatro posiciones para alimentar más gas al pistón, aumentando la potencia para operar el mecanismo. El cañón necesitaba ser desacoplado y deslizado ligeramente hacia delante para permitir que el regulador fuera girado. Incluso se dijo que todos los problemas con la Bren podían ser resueltos simplemente golpeando la ametralladora, girando el regulador, o haciendo ambos a la vez.
Estaba disponible un complejo trípode que permitía emplear la Bren como un arma de fuego indirecto, pero este se usaba raramente en combate. La Bren también se usó a bordo de muchos vehículos, incluso en las Universal Carrier, a las que dio el nombre alternativo de "Bren Gun Carrier", y en tanques y automóviles blindados. Sin embargo, no podía utilizarse como arma coaxial en los tanques, ya que el cargador restringía su inclinación y era difícil de manejar en espacios estrechos, por lo que solamente se utilizaba montada sobre afustes de pedestal.
La Bren también fue empleada como ametralladora antiaérea. El trípode se puede ajustar para permitir un alto ángulo de fuego. También había varios modelos de afustes menos portátiles, incluyendo los afustes Gallows y Motley. Un tambor de 100 cartuchos estaba disponible para el uso antiaéreo.
El antepasado directo de la Bren, la ZB vz. 26 checoslovaca, también fue utilizada en la Segunda Guerra Mundial por las fuerzas alemanas y rumanas, incluyendo unidades del Waffen-SS. Muchas ametralladoras ligeras ZB de 7,92 mm fueron enviadas a China, donde fueron empleadas primero contra los japoneses en la Segunda Guerra Mundial, y más tarde contra las fuerzas de la ONU en Corea, incluyendo unidades británicas y de la Commonwealth. Algunas ametralladoras checoslovacas ZB que habían sido empleadas por China también fueron empleadas en las primeras etapas de la guerra de Vietnam.
La Bren también fue suministrada a la Unión Soviética como parte de la Ley de Préstamo y Arriendo.

### Posguerra
El Ejército británico, y los ejércitos de varios países de la Commonwealth, utilizaron la Bren en la guerra de Corea, la Emergencia Malaya, el Levantamiento Mau Mau y el enfrentamiento entre Indonesia y Malasia, donde se prefirió su reemplazo, la GPMG, debido a su peso más ligero. En el conflicto en Irlanda del Norte (1969-1998), la escuadra del Ejército británico usualmente llevaba la versión L4A4 de la Bren como arma automática de pelotón en la década de 1970. Durante la guerra de las Malvinas en 1982, el 40 Comando de los Royal Marines llevó una LMG y una GPMG por sección. Su despliegue operacional final con el Ejército británico, en una escala limitada, fue a la primera guerra del Golfo en 1991.
Cuando el ejército británico adoptó el cartucho 7,62 x 51 OTAN, la Bren fue recalibrada a 7,62 mm, equipada con un nuevo cerrojo, cañón y cargador. Fue redesignada como ametralladora ligera L4 (en varias subversiones) y permaneció en servicio militar británico hasta la década de 1990.
La finalización de la transición al cartucho 5,56 x 45 OTAN llevó al Ejército a retirar la Bren/L4 de la lista de armas aprobadas y luego retirarla del servicio. El hecho de que las ametralladoras Bren hayan permanecido en servicio durante tantos años con tantos países diferentes en tantas guerras dice mucho sobre la calidad del diseño del arma.
La Bren Mk III permaneció en uso limitado en la Reserva del Ejército de las Fuerzas de Defensa de Irlanda hasta 2006, cuando la GPMG de 7,62 mm la reemplazó. La Bren era popular entre los soldados (conocido como "Brenners"), ya que era ligera y duradera, y tenía una reputación de precisión. El uso más notable de la Bren por las fuerzas irlandesas fue en la crisis de Congo durante la década de 1960, cuando la Bren era el arma automática de sección estándar del ejército regular.
Las ametralladoras Bren estaban en servicio con las Fuerzas de Seguridad de Rodesia durante la guerra civil de Rodesia, incluyendo un número substancial recalibradas para los cartuchos de 7,62 mm, similares a las ametralladoras del Ejército británico.
La Fuerza de Defensa de Sudáfrica desplegó ametralladoras Bren durante la guerra de la frontera de Sudáfrica junto con la más contemporánea FN MAG, en una fecha tan tardía como 1978.

## Variantes

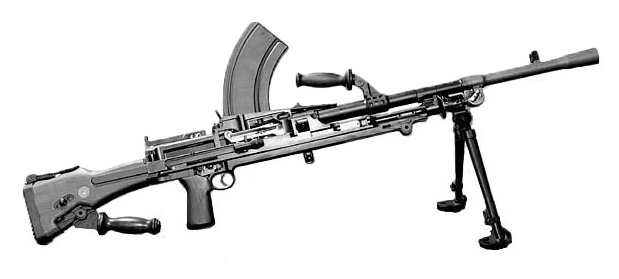
Una Bren seccionada.

El término inglés Mark significa Modelo.
- Mark 1: desde septiembre de 1937, el modelo original basado en la ametralladora checa.
- Mark 2: introducida en 1941. Muy parecida a la Mark 1, la mayor diferencia es su alza ajustable.
- Mark 3: una versión más corta y ligera para la guerra en el frente oriental, desde 1944.
- Mark 4: desde 1944.
- L4: Utiliza cartuchos 7,62 x 51 OTAN, con un cargador recto, desde 1958. Existen distintos tipos, desde L4A1 a L4A9.

## Producción
Durante la Segunda Guerra Mundial se fabricaban 400 unidades por mes en la RSAF de Enfield. En marzo de 1938 se firmó un contrato entre los gobiernos británico y canadiense para suministrar 5.000 ametralladoras Bren a Gran Bretaña y 7.000 Bren a Canadá. Se fabricaron en la John Inglis and Company desde 1940. En 1943 esta empresa había producido el 60% de las ametralladoras Bren destinadas a las fuerzas de la Commonwealth y el 30% de las necesidades del ejército británico. También fue fabricada por la fábrica Lithgow Small Arms en Nueva Gales del Sur, Australia.